# Кэмпбелл, Мелани
Мелани Кромби Уильямс Кэмпбелл (англ. Melanie Crombie Williams Campbell) — канадский физик, профессор в Университете Уотерлу. Доктор Кэмпбелл проводит исследования в области оптики глаза, аккомодации, пресбиопии, офтальмологических коррекций и офтальмологических диагностических инструментов в частности для болезни Альцгеймера. Её фундаментальные исследования привели к улучшению качества клинических изображений глазного дна. Конфокальный сканирующий лазерный офтальмоскоп Ватерлоо, разработанный группой профессора Кэмпбелл, дал первые живые изображения колбочек человеческого глаза.
Мелани Кэмпбелл является членом Оптического общества Америки и лауреатом премии Ранка (2003 год).

## Биография
Мелани Кэмпбелл закончила бакалавриат по химической физике в Университете Торонто (1975 год), получила степень магистра физики в Университете Ватерлоо (1977 год). Она закончила аспирантуру в Австралийском национальном университете и защитила диссертацию в 1982 году совместно при Школе медицинских исследований Джона Кэртина и Исследовательской школе физических наук. После нескольких лет постдокторантуры в Государственном объединении научных и прикладных исследований Австралии, она получила грант от Совета естественных наук и инженерных исследований Канады и присоединилась к Университету Уотерлу.
Мелани Кэмпбелл работала на факультете физики, а также в Школе оптометрии и на кафедре системного проектирования Университета Уотерлу. В 2016 году было объявлено, что Мелани Кэмпбелл совместно с коллегами из Университета Британской Колумбии, Университета Рочестера, Массачусетской больницы, Vivocore Inc. и InterVivo Solutions, разработала метод обнаружения амилоидных белков глаза — биомаркеров, связанных с болезнью Альцгеймера.